# Giovanni Bernardino Nanino
Giovanni Bernardino Nanino (Vallerano ?, 1560 circa – Vallerano, 21 maggio 1618) è stato un compositore italiano.

## Biografia
Giovanni Bernardino Nanino nacque intorno al 1560 o poco prima; iniziò probabilmente gli studi musicali come putto soprano presso il duomo di Vallerano, dove sembra che in precedenza avesse cantato anche il fratello più anziano, Giovanni Maria Nanino. La città natale di Bernardino tuttora non è certa; Manfredo Manfredi, sacerdote e studioso della vita musicale valleranense, riporta che a Vallerano nacque la futura moglie del compositore, Maddalena, e anche i primi figli della coppia. 
Nanino ricoprì l'incarico di maestro di cappella alla Confraternita della SS. Trinità dei Pellegrini dal maggio 1585 a ottobre 1586, e successivamente a Santa Maria ai Monti. Dal 1591 al 1608 fu maestro di cappella della chiesa romana di San Luigi dei Francesi e, dal 1608, nella cappella musicale di San Lorenzo in Damaso. In particolare, il contratto stipulato con la Congregazione di S. Luigi lo vincolava sotto giuramento («ita promitto», firma di proprio pugno) a prestare opera come maestro della cappella e come insegnante della scuola di musica per i fanciulli che imparavano il canto e la composizione. L'impegno includeva il mantenimento dei piccoli apprendisti, solitamente quattro, alloggiati in casa del maestro con la sua famiglia. Le spese di vestiario, malattia e materiale per la loro istruzione come l'acquisto di libri, 'cartelle' (tavolette su cui scrivere gli esercizi), inchiostro, penne etc. erano a carico della Chiesa. Sotto il suo magistero passarono i più importanti compositori romani, tra cui Gregorio e Domenico Allegri, Antonio Cifra, Domenico Massenzio, Vincenzo Ugolini e Paolo Agostini, che diverrà suo genero.
Con il fratello Giovanni Maria fu coautore, nel 1614, dell'opera Amor pudico. Fu tra i primi compositori romani ad adottare la scrittura polifonica con accompagnamento d'organo.
«I scholari più perfettionati, scielti, e diletti (trà i molti del detto Gio. Maria Nanino) fu primieramente Bernardino suo fratello minore, che riuscì di mirabile ingegno, e diede maggior lume alla professione con la nouità della sua vaghissima harmonia in ogni stile, e piena di grand'osseruanza, e dolcezza».
Morì il 21 maggio del 1618 e fu sepolto nella chiesa di San Vittore Martire, a Vallerano.

## Opere

### Composizioni sacre
- Motecta, 2–4vv Roma, 1610
- Motecta, liber secundus, 1–5vv, bc, Roma, 1611
- Motecta, liber tertius, 1–5vv, bc, Roma, 1612
- Motecta, liber quartus, 1–5vv, bc, Roma, 1618
- Salmi vespertini, Roma, 1620
- Venite exultemus, 3vv, bc, Assisi, 1620
- Laetatus sum, 8vv, bc
- 10 mottetti, salmi, antifone
- Altre composizioni sacre

### Composizioni profane
- Il primo libro de madrigali a 5voci, Venezia, 1588
- Il secondo libro de madrigali, 5vv, Venezia, 1599
- Il terzo libro de madrigali, 5vv, Roma, 1612
- 7 madrigali, 5vv 1586, 1587, 1589, 1592, 1598, 1599, 1607; 3 madrigali 1–3vv, 1595, 1621